# SG Rotation Prenzlauer Berg
| SG Rotation Prenzlauer Berg | SG Rotation Prenzlauer Berg                                                                      |
| --------------------------- | ------------------------------------------------------------------------------------------------ |
|                             |                                                                                                  |
| Vereinsdaten                |                                                                                                  |
| Gründung                    | 1950                                                                                             |
| Adresse/ Kontakt            | Sredzkistraße 8 10435 Berlin                                                                     |
| Präsident                   | Dieter Mraseck                                                                                   |
| Vereinsfarben               | Rot und Schwarz Blau und Orange (Hockey)                                                         |
| Volleyball (Frauen)         |                                                                                                  |
| Spielklasse                 | Dritte Liga Nord                                                                                 |
| Spielstätte                 | Sportforum Hohenschönhausen oder Sportforum Halle 3 Berlin                                       |
| Chef-Trainer                | Marc Zuckermann                                                                                  |
| Co-Trainer                  |                                                                                                  |
| Saison 2021/22              | 1. Platz (Dritte Liga Nord)                                                                      |
| Fußball (Männer)            |                                                                                                  |
| Spielstätte                 | Tesch-Sportplatz, Dunckerstraße                                                                  |
| Liga                        | Bezirksliga, Staffel 3 (VIII)                                                                    |
| Saison 2023/24              | 12. Platz (Bezirksliga Berlin, Staffel 2)                                                        |
| Hockey (Frauen und Männer)  |                                                                                                  |
| Spielstätten                | Friedrich-Ludwig-Jahn-Sportpark, Storkower Straße (Feld); Sredzkistraße, Woelckpromenade (Halle) |
| Liga                        | Regionalliga (Feld), 2. Bundesliga (Halle)                                                       |
| Saison 2024/25              | Halle: Herren 2. Platz 2. BL, Damen 3. Platz 2. BL; Feld: Damen 2. Platz RL, Herren 8. Platz RL  |
| Internet                    |                                                                                                  |
| Homepage                    | Gesamtverein                                                                                     |
| Homepage                    | Hockey                                                                                           |

Die Sportgemeinschaft Rotation Prenzlauer Berg, kurz SG Rotation Prenzlauer Berg oder Rotation Prenzlauer Berg, ist ein Sportverein aus dem Berliner Stadtteil Prenzlauer Berg. Er besteht (Stand 2025) aus den acht Sparten Basketball, Fußball, Gymnastik, Handball, Hockey, Tanzen, Tischtennis und Volleyball.

## Vereinsgeschichte
1949 wurde die Betriebssportgemeinschaft Graphik/Rotation gegründet, aus der 1950 die BSG Rotation Prenzlauer Berg hervorging. Trägerbetrieb war die Druckerei „Neues Deutschland“. Aus diesem Grund entstand auch der Name Rotation, der für die Drucktechnik auf großen Papierrollen steht. Auch die Druckwalze im Logo deutet darauf hin, dass der Verein ursprünglich für Beschäftigte des Druckgewerbes vorgesehen war. Die Fußballer waren von Anfang an in der BSG organisiert. Sie stellen 2011 mit ca. 400 Aktiven die mitgliederstärkste Abteilung. Seit 2015 ist dies die Hockeyabteilung, die sich 1979 dem Verein anschloss. 60 % der Mitglieder dieser Abteilung sind Kinder und Jugendliche (gemäß CRC). Die Abteilung Volleyball wurde 1972 gegründet.
1991 wurde der eingetragene Verein „Sportgemeinschaft Rotation Prenzlauer Berg e. V.“ gegründet, die Satzung wurde am 27. Juni 1990 beschlossen. Derzeit sind ca. 1400 Mitglieder (Stand 2014) in der SG Rotation aktiv. Seit 2016 gibt es im Verein auch eine Basketballabteilung.

## Hockey
1979 schloss sich die 1954 als SG Dynamo Berlin-Mitte gegründete (und zwischenzeitlich von 1965 bis 1979 zur SG Dynamo Hohenschönhausen Berlin gehörende) Hockeyabteilung der BSG Rotation Prenzlauer Berg an.
Nach ersten Bemühungen in den 2000ern professionalisierten sich in den 2010er-Jahren die Strukturen in der stark wachsenden Hockeyabteilung und wurden nachhaltiger. Der attraktive Stadtteil Prenzlauer Berg zog zusätzliche Hockeyspielerinnen und -spieler aus ganz Deutschland und darüber hinaus an. Auch für diese Entwicklung – einem Mitgliederplus in der Hockeyabteilung zwischen Anfang 2008 und Ende 2016 von fast 175 % – wurde die SG Rotation Ostern 2017 vom europäischen Hockeyverband EHF mit dem Titel Club Of The Year 2016 ausgezeichnet.

### Damen
| Platzierungen Damen Feld | Platzierungen Damen Feld                        | Platzierungen Damen Feld |
| Saison                   | Liga                                            | Pos.                     |
| ------------------------ | ----------------------------------------------- | ------------------------ |
| 1999                     | Oberliga Berlin                                 | 1.                       |
| 2000                     | Regionalliga Ost                                | 5.                       |
| 2001                     | Regionalliga Ost                                | 5.                       |
| 2002                     | Regionalliga Ost                                | 5.                       |
| 2003/04                  | Regionalliga Ost                                | 5.                       |
| 2004/05                  | Regionalliga Ost                                | 4.                       |
| 2005/06                  | Regionalliga Ost                                | 4.                       |
| 2006/07                  | Regionalliga Ost                                | 5.                       |
| 2007/08                  | Regionalliga Ost                                | 5.                       |
| 2008/09                  | Regionalliga Ost                                | 6.                       |
| 2009/10                  | Regionalliga Ost                                | 7.                       |
| 2010/11                  | Oberliga Berlin                                 | 4.                       |
| 2011/12                  | Oberliga Berlin                                 | 4.                       |
| 2012/13                  | Oberliga Berlin                                 | 3.                       |
| 2013/14                  | Regionalliga Ost                                | 6.                       |
| 2014/15                  | Regionalliga Ost                                | 7.                       |
| 2015/16                  | Regionalliga Ost                                | 6.                       |
| 2016/17                  | Oberliga Berlin                                 | 2.                       |
| 2017/18                  | Regionalliga Ost                                | 6.                       |
| 2018/19                  | Regionalliga Ost                                | 4.                       |
| 2019/20/21               | Regionalliga Ost (coronabedingt nur eine Serie) | 3.                       |
| 2021/22                  | Regionalliga Ost                                | 6.                       |
| 2022/23                  | Regionalliga Ost                                | 4.                       |
| 2023/24                  | Regionalliga Ost                                | 2.                       |
| 2024/25                  | Regionalliga Ost                                | 2.                       |
| 2025/26                  | 2. Bundesliga Süd                               | folgt                    |

| Platzierungen Damen Halle | Platzierungen Damen Halle                    | Platzierungen Damen Halle |
| Saison                    | Liga                                         | Pos.                      |
| ------------------------- | -------------------------------------------- | ------------------------- |
| 1998/99                   | Regionalliga Ost                             | 7.                        |
| 1999/00                   | Regionalliga Ost                             | 7.                        |
| 2000/01                   | Regionalliga Ost                             | 3.                        |
| 2001/02                   | Regionalliga Ost                             | 4.                        |
| 2002/03                   | Regionalliga Ost                             | 5.                        |
| 2003/04                   | Regionalliga Ost                             | 5.                        |
| 2004/05                   | Regionalliga Ost                             | 4.                        |
| 2005/06                   | Regionalliga Ost                             | 8.                        |
| 2006/07                   | Oberliga Berlin                              | 7.                        |
| 2007/08                   | Oberliga Berlin                              | 4.                        |
| 2008/09                   | Regionalliga Ost                             | 8.                        |
| 2009/10                   | Oberliga Berlin                              | 2.                        |
| 2010/11                   | Regionalliga Ost                             | 7.                        |
| 2011/12                   | Oberliga Berlin                              | 4.                        |
| 2012/13                   | Oberliga Berlin                              | 5.                        |
| 2013/14                   | Oberliga Berlin                              | 4.                        |
| 2014/15                   | Regionalliga Ost                             | 4.                        |
| 2015/16                   | Regionalliga Ost                             | 5.                        |
| 2016/17                   | Regionalliga Ost                             | 8.                        |
| 2017/18                   | Oberliga Berlin                              | 5.                        |
| 2018/19                   | Regionalliga Ost                             | 6.                        |
| 2019/20                   | Regionalliga Ost                             | 5.                        |
| 2020/21                   | Regionalliga Ost (coronabedingt ausgefallen) | –                         |
| 2021/22                   | Regionalliga Ost                             | 4.                        |
| 2022/23                   | 2. Bundesliga Ost (neu geschaffen)           | 4.                        |
| 2023/24                   | 2. Bundesliga Ost.                           | 4.                        |
| 2024/25                   | 2. Bundesliga Ost                            | 3.                        |
| 2025/26                   | 2. Bundesliga Ost                            | folgt                     |

Im Ligasystem des DHSV der DDR spiele die Damenmannschaft in der letzten Feldsaison des DHSV 1989/90 in der DDR-Liga Staffel B und belegte dort den 1. Platz. Nach dieser Saison wurden die beiden deutschen Ligasysteme zusammengefasst. Rotation wurde der Oberliga des Berliner Hockeyverbandes zugeordnet und belegte dort gleich in der ersten Saison den 2. Platz.
In der Nachwendezeit hatte sich die Damenmannschaft in Berlin und Ostdeutschland einen guten Namen erarbeitet. Sie stieg als Berliner Meister 1998 in der Halle und 1999 im Feld in die Regionalliga auf. Diese war in der Halle zunächst zweit-, im Feld drittklassig.
Im Feld etablierten sich die Rotation-Damen ein Vierteljahrhundert in dieser Regionalliga (nur 4 Spielzeiten spielten sie in diesem Zeitraum in der tieferliegenden Oberliga). Nach Platz 2 in der Feldsaison 2024/25 und dem Aufstiegsverzicht von Regionalliga-Meister ATV Leipzig steigt die 1. Damenmannschaft in der Feldsaison 2025/26 erstmals in die 2. Bundesliga, die zweithöchste deutsche Spielklasse, auf. Eine zweite und eine dritte Mannschaft starten im Bereich des Berliner Hockey-Verbands.
In der Halle profitierten die 1. Damen von einer Ligareform 2022/23 und wurden Gründungsmitglied der 2. Hallen-Bundesliga, Gruppe Ost. Die 2. Damen spielten in den Saisons 2023/24 und 2024/25 in der neu gegründeten Regionalliga 2 Ost. Insgesamt stellt Rotation in der Halle vier Damenteams.

### Herren
| Platzierungen Herren Feld | Platzierungen Herren Feld                       | Platzierungen Herren Feld |
| Saison                    | Liga                                            | Pos.                      |
| ------------------------- | ----------------------------------------------- | ------------------------- |
| 2000                      | 1. Verbandsliga Berlin                          | 4.                        |
| 2001                      | 1. Verbandsliga Berlin                          | n. b.                     |
| 2002                      | 1. Verbandsliga Berlin                          | 4.                        |
| 2003/04                   | 1. Verbandsliga Berlin                          | 6.                        |
| 2004/05                   | 1. Verbandsliga Berlin                          | 5.                        |
| 2005/06                   | 1. Verbandsliga Berlin                          | 7.                        |
| 2006/07                   | 1. Verbandsliga Berlin                          | 6.                        |
| 2007/08                   | 2. Verbandsliga Berlin                          | 2.                        |
| 2008/09                   | 1. Verbandsliga Berlin                          | 3.                        |
| 2009/10                   | 1. Verbandsliga Berlin                          | 4.                        |
| 2010/11                   | 1. Verbandsliga Berlin                          | 6.                        |
| 2011/12                   | 1. Verbandsliga Berlin                          | 5.                        |
| 2012/13                   | 1. Verbandsliga Berlin                          | 2.                        |
| 2013/14                   | 1. Verbandsliga Berlin                          | 3.                        |
| 2014/15                   | 1. Verbandsliga Berlin                          | 2.                        |
| 2015/16                   | Oberliga Berlin                                 | 2.                        |
| 2016/17                   | Oberliga Berlin                                 | 4.                        |
| 2017/18                   | Regionalliga Berlin                             | 7.                        |
| 2018/19                   | Oberliga Berlin                                 | 2.                        |
| 2019/20/21                | Regionalliga Ost (coronabedingt nur eine Serie) | 4.                        |
| 2021/22                   | Regionalliga Ost                                | 4.                        |
| 2022/23                   | Regionalliga Ost                                | 7.                        |
| 2023/24                   | Oberliga Berlin                                 | 1.                        |
| 2024/25                   | Regionalliga Ost                                | 8                         |
| 2025/26                   | Oberliga Berlin                                 | folgt                     |

| Platzierungen Herren Halle | Platzierungen Herren Halle                    | Platzierungen Herren Halle |
| Saison                     | Liga                                          | Pos.                       |
| -------------------------- | --------------------------------------------- | -------------------------- |
| 2002/03                    | 1. Verbandsliga Berlin                        | 1. Gr. B                   |
| 2002/03                    | Oberliga Berlin                               | 6.                         |
| 2003/04                    | Oberliga Berlin                               | 4.                         |
| 2004/05                    | Oberliga Berlin                               | 8.                         |
| 2005/06                    | 1. Verbandsliga Berlin                        | 7.                         |
| 2006/07                    | 1. Verbandsliga Berlin                        | 2. Gr. A                   |
| 2007/08                    | 1. Verbandsliga Berlin                        | 3. Gr. B                   |
| 2008/09                    | 1. Verbandsliga Berlin                        | 3. Gr. B                   |
| 2009/10                    | 1. Verbandsliga Berlin                        | 6. Gr. A                   |
| 2010/11                    | 1. Verbandsliga Berlin                        | 3. Gr. A                   |
| 2011/12                    | 1. Verbandsliga Berlin                        | 3. Gr. B                   |
| 2012/13                    | 1. Verbandsliga Berlin                        | 2. Gr. A                   |
| 2013/14                    | 1. Verbandsliga Berlin                        | 3. Gr. A                   |
| 2014/15                    | 1. Verbandsliga Berlin                        | 1. Gr. B                   |
| 2015/16                    | Oberliga Berlin                               | 6.                         |
| 2016/17                    | Regionalliga Ost                              | 5.                         |
| 2017/18                    | Regionalliga Ost                              | 6.                         |
| 2018/19                    | Regionalliga                                  | 1.                         |
| 2019/20                    | 2. Bundesliga Ost                             | 2.                         |
| 2020/21                    | 2. Bundesliga Ost (coronabedingt ausgefallen) | –                          |
| 2021/22                    | 2. Bundesliga Ost                             | 2.                         |
| 2022/23                    | 2. Bundesliga Ost                             | 5.                         |
| 2023/24                    | 2. Bundesliga Ost                             | 3.                         |
| 2024/25                    | 2. Bundesliga Ost                             | 2.                         |
| 2025/26                    | 2. Bundesliga Ost                             | folgt                      |

In der Saison 1975/76 erreichte die Herrenmannschaft, damals noch als SG Dynamo-Hohenschönhausen Berlin, den 1. Platz in der Oberliga (Feld), der zu der Zeit zweithöchsten Spielklasse des Deutschen Hockey-Sportverbands der DDR und stieg damit in die Verbandsliga, die höchste DDR-Spielklasse, auf. Bis 1990 nahm die SG Rotation Prenzlauer Berg mit Unterbrechungen (1980 bis 1983 und 1985 bis 1989) am Verbandsliga-Spielbetrieb teil.
Nach der letzten DHSV-Verbandsligasaison 1989/90 wurden beide deutsche Ligasysteme zusammengeführt: Rotation als Tabellenzehnter der DDR-Verbandsliga wurde der Oberliga des Berliner Hockey-Verbands, der vierthöchsten gesamtdeutschen Liga, zugeordnet. 1993 stiegen die Prenzlauer Berger vorläufig in die Berliner Verbandsliga ab.
2015 kehrte die Mannschaft nach 22 Jahren wieder in die Feld-Oberliga zurück. Bereits im Sommer 2017 stiegen die 1. Herren in die Regionalliga auf und spielten dort mit Pausen bis zur Saison 2024/25. Im Sommer 2025 folgte der seit 2018 insgesamt dritte Abstieg in die Oberliga.
In der Halle konnten die 1. Herren nach mehreren Jahrzehnten in den Berliner Verbandsligen nach dem Rückzug der Mannschaft des HC Königs Wusterhausen in der Saison 2015/16 erstmals in der Hallen-Oberliga starten und marschierten gleich in der ersten Spielzeit in die Regionalliga durch. Bereits in der Hallensaison 2018/19 wurde das Team mit Platz 1 in der Regionalliga Ost Ostdeutscher Meister und stieg in die 2. Bundesliga auf. Dort wurden sie in ihrer ersten Zweitbundesligasaison Vizemeister.
Insgesamt stellt Rotation im Feld drei, in der Halle vier Herrenteams und je eine Seniorenmannschaft.

## Volleyball
Von 1972 bis Anfang der 1980er Jahre erreichte die Frauenmannschaft nach mehreren Aufstiegen die höchste Spielklasse der DDR. Die Männermannschaft rekrutierte ihre Spieler hauptsächlich aus Aktiven, die bei den erfolgreichen Berliner Vereinen TSC und SC Dynamo nicht mehr gefragt waren. In den Jahren von 1981 bis 1985 gab es je einen FDGB-Pokal für Vereinsmannschaften und für Betriebssportgemeinschaften. In dieser Zeit gelang es Rotation, zwei Mal bei den Männern und einmal bei den Frauen die BSG-Trophäe zu erringen. In diesen und den folgenden Spielzeiten waren die Prenzlauer ein Ausbildungsverein für junge Volleyballerinnen und sahen sich in der Lage, viele von ihren ausgebildeten Spielerinnen zum Spitzenclub TSC zu delegieren. In der letzten Spielzeit der DDR-Liga qualifizierten sich die Männer der BSG Rotation für die zweite Liga. Aus finanziellen Gründen traten sie jedoch nur in der Landesliga an. 1994 stiegen die Volleyballer in die Regionalliga Nordost auf und waren während der folgenden fünf Jahre ein Spitzenteam in der Liga. Nach mehreren Veränderungen in der Mannschaft und zweimaligem Abstieg und Wiederaufstieg spielt die erste Männermannschaft in der Saison 2012/13 wieder in der Regionalliga Nordost.
Die Frauen starteten nach der Wende in der zweiten Bundesliga unter dem Namen SG Rupenhorn Berlin und stiegen in der gleichen Saison als ungeschlagener Meister in die erste Bundesliga auf. Nach dem sofortigen Abstieg konnte sich das Team in der folgenden Spielzeit die Vizemeisterschaft der zweiten Liga sichern. Auch hier bewogen finanzielle Gründe die Verantwortlichen die Frauenmannschaft, die wieder als Rotation Prenzlauer Berg antrat, in die Landesliga zurückstufen zu lassen. Die SG erkämpfte im Jahr 2000 den Aufstieg in die Regionalliga Nordost und neun Jahre später gelang als Meister der Aufstieg in die zweite Liga. In der ersten Saison in der neuen Klasse belegten die Berlinerinnen den fünften Platz. In der folgenden Spielzeit wurde die Mannschaft aus dem Osten Berlins Vizemeister. Auch in der Saison 2011/12 belegte das Team am vorletzten Spieltag noch den zweiten Platz, wurde jedoch durch eine 2:3-Heimniederlage gegen den 1. VC Stralsund noch vom VfL Oythe auf den dritten Rang verdrängt. 2012/13 zog sich die Mannschaft in die neu gegründete Dritte Liga Nord zurück. Danach wechselte das Team komplett zum Lokalrivalen Köpenicker SC.
Auch heute legt der Abteilungsvorstand besonderen Wert auf die Ausbildung des eigenen Nachwuchses. So wurde in jedem Jahr von 2008 bis 2011 eine Mannschaft des Vereins deutscher Jugendmeister. Dies gelang in der Regel der U16 mit Ausnahme der Saison 2008/09, in der die U14 den Meistertitel errang. Im Jahr 2012 gewann der Verein keine deutsche Meisterschaft, erreichte aber bei der U 20 das Finale und belegte bei der U 18 den dritten Platz. Ein weiteres Beispiel für die ausgezeichnete Ausbildung der Prenzlauer sind die Jugendnationalspielerinnen Nele Barber und Hannah Klemm, die in der Saison 2011/12 und 2012/13 für den VC Olympia Berlin in der ersten Liga an den Start gingen.